# Wojciech Kowalewski
Wojciech Kowalewski (Białystok, Polonia, 11 de mayo de 1977) es un exfutbolista y entrenador polaco que jugaba en la demarcación de portero. 

## Biografía
Kowalewski debutó en 1997 en Legia de Varsovia, pero fue transferido al Groclin Dyskobolia Grodzisk Wielkopolski en la temporada 2000/2001. Kowalewski volvió a Legia en 2001. Ayudó al equipo a alzarse con el campeonato nacional polaco para ser, luego, transferido al Shakhtar Donetsk.
El Spartak lo fichó en 2003 y comenzó a jugar regularmente durante 2004. Kowalewski se ha convertido en uno de los favoritos de los fanes moscovitas, ganando el 'Premio al mejor jugador de los fanes' en 2005. El galardón incluía un premio, un automóvil Hummer suministrado por el patrocinador del club.
Kowalewski hizo varias apariciones en la selección nacional polaca entre 2002 y 2006, sin ser el guardameta habitual, hasta terminado el Mundial de Alemania 2006, donde se convirtió en titular indiscutible. Tras pasar por el Korona Kielce, Iraklis de Tesalónica y Sibir Novosibirsk, se retira finalmente en el Anorthosis Famagusta chipriota. Actualmente ejerce como entrenador de porteros del Legia de Varsovia.

## Palmarés
Legia Varsovia
- Ekstraklasa (1): 2001/02
- Copa de la liga de Polonia (1): 2001/02

Shakhtar Donetsk
- Liga Premier de Ucrania (1): 2002
- Copa de Ucrania (1): 2002